# كريس نيكلسون
كريس نيكلسون (بالإنجليزية: Chris Nicholson) هو باحث في مجال الذكاء الاصطناعي أمريكي، ولد في 15 سبتمبر 1975 في بيلينغز في الولايات المتحدة.

## وصلات خارجية
- الموقع الرسمي